# Верстка

Ве́рстання — процес формування сторінок та смуг у видавничій справі та поліграфії.
Суть процесу — розміщення текстового та ілюстративного матеріалу на сторінках чи смугах друкованого або електронного видання, що відповідає певним технічним і естетичним вимогам та критеріям, за спеціальними правилами та вказівками замовника.
Починаючи з 1990-х верстка здійснюється переважно за допомогою комп'ютерів. Верстка має багато визначень. По-перше, верстка — виробничий процес монтажу всіх елементів сторінки видання в смугу набору. По-друге, версткою називають також тип комплектування ілюстрацій на смузі. Таких типів виділяють декілька:
- відкрита верстка: ілюстрація розміщується зверху або знизу смуги на всю її ширину;
- відкрита верстка в оборку: ілюстрація розміщується в одному з кутів смуги;
- закрита верстка в оборку: ілюстрація розміщується біля одного з бокових полів смуги і оточується текстом з трьох сторін;
- закрита верстка в розріз: ілюстрація розміщується на всю ширину смуги, а текст оточує її зверху та знизу;
- глуха верстка: ілюстрація з усіх сторін оточується текстом;
- смугова верстка: ілюстрація повністю займає смугу;
- верстка під обріз: ілюстрація виходить за поля сторінки так, що полів немає зовсім;
- верстка ілюстрацій з виходом на поле;
- верстка на полях: ілюстрація повністю виноситься на поле сторінки;
- розпашна верстка: ілюстрація через корінець переходить з однієї сторінки розвороту на іншу;
- комбінована верстка: на одній сторінці (одному розвороті) поєднуються різні типи верстки;
- ламана верстка: газетні матеріали на шпальті врізаються один в одного;
- симетрична верстка: текст, заголовки, ілюстрації розташовані взаємно врівноважено відносно один одного.